# 多苞藁本
多苞藁本（学名：Ligusticum involucratum）是伞形科藁本属的植物，是中国的特有植物。分布于中国大陆的四川、云南等地，生长于海拔2,800米至4,300米的地区，多生于林下、灌丛、草地及石隙间，目前已由人工引种栽培。